# 奉斗玩

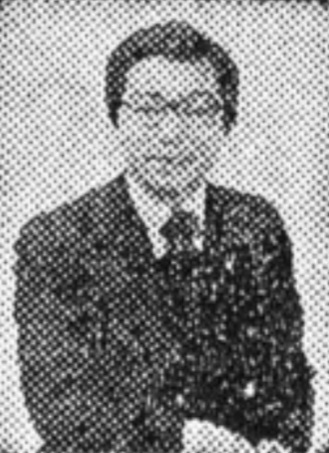
1975年ごろ

奉 斗玩（ポン・ドゥワン、朝鮮語: 봉두완、1935年12月8日 - ）は、韓国のジャーナリスト、ニュースキャスター、政治家、大学教授。第11・12代国会議員。号は多為。本貫は河陰奉氏。カトリック教徒。
1980年代以前は東洋放送のニュースキャスターで政府に対しては批判的な論調を取ったが、1980年代の第五共和国期では与党の政治家として活動し、引退後は再び放送界に復帰した。

## 経歴
日本統治時代の黄海道遂安郡出身。1946年10月に一家5人が父の引率で延白、開城を経てソウルに逃げた。景福高等学校、延世大学校英文科卒、アメリカン大学新聞放送学大学院修学。
韓国日報駐米特派員、中央日報論説委員兼東洋放送論評委員、TBCニュースキャスター、国連総会韓国代表、光云大学校新聞放送学教授、クリーンインターネット国民運動協議会議長、カトリック韓民族支援会長、正しい社会のための市民会議共同代表、大韓赤十字社副総裁、奉斗玩中央協議会議長、らい病患者村の聖ラザロ村支援会長、南北韓障害者支援運動本部顧問を歴任した。政界では民主正義党所属の第11・12代国会議員、民主正義党スポークスマン・党務委員、第11・12代国会外務委員長を歴任した。
1970年代に一世を風靡した東洋放送のニュースキャスターであったが、1980年代になると新軍部と親しくなり、全斗煥政権を擁護する姿勢を見せるように転向した。特に1983年にABCのインタビューで米国亡命中の金大中と対談した。米国の記者テッド・コッペルから「多くの人が全斗煥政権が軍事独裁政権だと言うのにどう思う？」という質問に対し、「全斗煥政権が独裁かどうか言う前に、私は今国会議員の再選に出て、遊説に夢中で死ぬほど忙しいのだ」「私たちが今いるKBSのスタジオが、北朝鮮共産軍と対峙している休戦線からわずか28マイルしかない。そのような脅威の中で民主主義らしくて民主的手続による2回目の総選挙を行っている」と答えた。また、コッペルは金大中とのインタビューで人権蹂躙に関する質問に対し、金大中は国際アムネスティの資料を引用し、韓国には2800人の政治犯が拘束されていると主張した。これに対し、奉はその数字について確実な資料がないだけでなく、それが全て政治犯かどうかは知るすべがないというふうに答え、「第五共和国が軍事独裁のように見えるかもしれないが、私たちなりの民主政治の形態を備えて最善を尽くしており、国会も選挙を通じて構成した。私たちはまだ南北が対峙中で、アメリカとは違う。私もあなたみたいにアンカーの出身で、放送をした当時も政府の政策を正面から批判し、国民の知る権利のために私もいくつかしゃべっていた」と反論した。
1988年の第13代総選挙では公認から排除されたため、ショックにより手足の麻痺と失語症を患ったが、1989年11月よりMBCラジオの『女性時代』に進行役として復帰した。1994年10月からはKBS第1ラジオで冠番組を持つようになり、1997年に大韓民国で最も影響力のあるジャーナリスト10傑の1人に選定された。また、1992年の第14代総選挙にも龍山選挙区から出馬したが、3万2千票しか得られず、3位で落選した。

## 親族
政治学者、大学教授で朝鮮半島南北関係の専門家のポン・ヨンシクは息子。

## エピソード
駐米記者時代には既に元大統領の朴正煕と面識があったが、帰国後の1970年にソウルカントリークラブで朴正煕と偶然出会った時、朴正煕が「野党が私をしきりに独裁するんだと叱るんだけど、本当に一度独裁してみようか？」と聞いたのに対し、「じゃあ大統領を辞めて野党党首でもしなさい」と何も考えずに言った。奉は一瞬しまったと思ったが、朴正煕が笑って見過ごしたという。
1980年に言論統廃合により東洋放送が閉局を余儀なくなったため、11月30日のお別れの放送で泣きながら最後のコメントを言った。しかし、わずか1週間後の12月6日付の新聞には、奉がその言論統廃合を推進した民主正義党の龍山・麻浦地区の党組織責任者に任命されたという記事が出た。翌年3月25日に行われた第11代総選挙の時、奉は数万人が集まった遊説場で「私にマイクを返してください。奪われたマイクを。TBC『ニュース展望台』（奉が1970年4月1日より担当していたラジオ番組）で握ったそのマイクを返してください。国会にはまた別の大きなマイクがあるそうです。それを私に渡してください。有権者の皆さん。死んでも国民側にいて与党の中の野党になります。」と演説した。その結果、奉はソウル龍山・麻浦地域で与党候補として16万票を得て、全国最多の得票数を記録した。実際に政界入りの際に多くの人は奉斗玩がTBCの時のように野党に行って国民の味方として戦ってくれると期待した。
金大中については「私とは互いに反対側に立っているが、野党の人士で、民主化闘争に一生身を捧げてきた民主闘士で、私も尊敬する人物である」と評価した。
1997年の大統領選挙以後、KBSのラジオ放送の冠番組で金大中を支持し、ハンナラ党を批判する発言を繰り返したため、翌年2月にハンナラ党のスポークスマンの孟亨奎からKBS社長への交代要求により韓国放送公社から口頭警告処分を受けた。なお、選挙の前には逆に国民会議と自民連の候補者単一化を「両金（金大中と金鍾泌）の野合」と批判したなど、露骨な李会昌支持発言により3回も選挙放送特別委員会の注意を受けた。
2002年の大統領選挙の候補者討論中、盧武鉉との対談で「ハンナラ党のスポークスマンが金大中との共通点は嘘が上手だと言ったが、それは事実なのか？」「記者たちとの会食の席で東亜日報を廃刊させると言ったのは事実なのか。その時は酒を飲んだと言ったけど、どれくらい飲んだの？」という質問をしたため、ネット上からの強い抗議を受けた。
2003年の三一節にソウル市庁前のソウル広場での集会で、自由民主民族会議総裁の李哲承を紹介した際に「皆さん、李哲承さんは全羅道の人です。でもいい人です！」と発言した。